# Earl Dodge
Earl Farwell Dodge (Revere (Massachusetts), 24 december 1932 - Denver (Colorado), 7 november 2007) was een Amerikaans politicus voor de Prohibition Party.

## Biografie
Earl Farwell Dodge sloot zich reeds op jonge leeftijd aan bij de Prohibition Party (PRO), een Amerikaanse partij die streeft naar een totaalverbod op het nuttigen en verhandelen van alcoholische dranken. In 1954 was hij voor de eerste keer kandidaat voor de Prohibition Party en in 1979 werd hij gekozen tot voorzitter van deze partij. Die stond toen korte tijd bekend als National Statesmen Party, maar na de verkiezingen van 1980 werd de oude naam hersteld. Van 1976 tot 1980 was hij de partijkandidaat voor het vicepresidentschap en van 1984 tot 2004 was hij presidentskandidaat.
In 1988 boekte Dodge zijn grootste succes als presidentskandidaat, toen hij 8002 stemmen behaalde, toch nog het laagste aantal van alle veertien kandidaten.
In augustus 2003 gaf de Prohibition Party in Colorado te kennen Dodge opnieuw te willen nomineren als presidentskandidaat. Het federale partijbestuur van de Prohibition Party verzette zich hiertegen. De achtergrond hiervan was bezorgdheid over de oncontroleerbare manier waarop Dodge omging met de partijgelden.
De Prohibition Party in Colorado en de National Prohibition Party improviseerden daarop in Denver een partijconferentie in de huiskamer van Dodge en nomineerden hem als presidentskandidaat, zonder toestemming van het federale partijbestuur. In 2004 werd Gene Amondson tijdens de officiële partijconferentie genomineerd als presidentskandidaat. Bij de presidentsverkiezingen van 2004 deed Dodge alleen mee in Colorado en kreeg maar 140 stemmen. Zijn rivaal Amondson, die ook meedeed in Colorado, haalde daar meer stemmen dan Dodge, hoewel Amondson niet afkomstig uit die staat.
In 2007 werd Dodge in Arvada (Colorado) genomineerd tot presidentskandidaat voor de Prohibition Party in Colorado.
Met het overlijden van Earl Dodge op 7 november 2007 op het vliegveld van Denver kwam er een einde aan de scheuring binnen de Prohibition Party, toen de partijafdeling in Colorado zich verzoende met de moederpartij en uiteindelijk Amondson nomineerde.
Earl Dodge was niet alleen actief binnen de Prohibition Party, maar ook binnen de Geheelonthoudingsbeweging en de organisatie Rights to Life (een organisatie ide zich inzet voor de bescherming van het menselijk leven).